# Phrurolithus hengshan
Phrurolithus hengshan är en spindelart som beskrevs av Song 1990. Phrurolithus hengshan ingår i släktet Phrurolithus och familjen flinkspindlar. Inga underarter finns listade i Catalogue of Life.